# Школа за музичке таленте Ћуприја
Школа за музичке таленте је десетогодишња школа која се налази у Ћуприји и основана је 1973. године. Школа образује музички надарену децу  у професионалне музичаре.

## Историјат
Школа за музичке таленте из Ћуприје основана је 1973. године. Године 1989. Школа за музичке таленте  добила је нову зграду на самом улазу у Ћуприју. То је троделна зграда која се простире на 4800 m2 где су смештене модерне учионице са савременом опремом за слушање музике, 31 кабинет за инструменталну наставу, камерна сала, библиотека и медијатека.
Школи је додељен Сретењски орден трећег реда (2024).

## Ученици
Ученици који похађају Школу за музичке таленте у Ћуприји, су различитог узраста од 6-20 година. Школа је гудачког смера и има стручну сарадњу са разним Установама културе и Факултетима музичке уметности како у Србији тако и широм света. Учесници су и добитници значајних награда на различитим такмичењима: Такмичење младих солфеђиста у Пожаревцу, Фестивал музичких и балетских школа у Зајечару, Међународно такмичење у Италији. У својој богатој историји изнедрила је угледне музичаре, професоре, диригенте.

## Концерти
Школа за музичке таленте током школске године одржава концерте за грађанство који су увек добро посећени. Самосталне годишње концерте одржавају у Задужбини Илије М. Коларца у Београду, Школи за основно музичко образовање Душан Сковран у Ћуприји, Центру лепих уметности Гварнеријус Београд, Културном центру у Параћину. Учествују и на различитим манифестацијама у Ћуприји: Матићеви дани, Дан општине Ћуприја, Дан Основне школе Ђура Јакшић у Ћуприји.

## Значај
Школа за музичке таленте има статус школе националног значаја у Србији.